# Ierse hunter
De Ierse hunter, ook wel bekend onder de naam Iers sportpaard, is een paardenras uit  Ierland.

## Geschiedenis
Zoals de naam al aangeeft is de Ierse hunter ontstaan in Ierland. Dit ras is het gevolg van kruisingen tussen de Engelse volbloed en de Irish Draught. Het aantal van de Irish Draught nam af door de landbouwmechanisatie. Vroeger werd hij in Ierland vooral als vervoer of op het land gebruikt. Tijdens de mechanisatie werd de behoefte aan dit soort trekpaard kleiner en aan rijpaarden groter. Daarom werd de Ierse hunter gefokt. De beste eigenschappen uit de Irish Draught werden verenigd met die van de Engelse volbloed tot er een geschikt rijpaard ontstond.
De Irish Horse Board is een organisatie met meer dan 15.000 leden. Deze organisatie promoot het Ierse sportpaard en onderhoudt het Irish Horse Register. Dit stamboek bestaat uit ‘the Irish Sport Horse Studbook’ en ‘the Irish Draught Horse Studbook’. Deze organisatie wil ook de sportprestaties van de Irish Sport Horse nationaal en internationaal promoten en de kwaliteiten van het ras verbeteren. Ook wil men het toerisme te paard en het hippisch onderwijs promoten.
Wat de fokkerij betreft wil deze organisatie een prettig te rijden sportpaard creëren voor zowel de wedstrijdsport als de recreatie. Het moet in staat zijn om op nationaal en internationaal niveau mee te kunnen draaien in de springsport, de eventing en de dressuur.

## Eigenschappen
Ierse hunters hebben een convexe neuslijn en een gespierde, licht gebogen hals. De schouders liggen wat schuin en zijn erg sterk. De rug is compact en het kruis gespierd. De benen zijn gespierd en de hoeven sterk. Ierse Hunters mogen alle kleuren hebben, meestal effen. Wit aan de benen hoger dan de knie of het sprongewricht is minder gewenst.
De stokmaat van hengsten is over het algemeen meer dan 1.60 meter. Merries zijn normaal gesproken tussen 1.51 en 1.61 meter.
Dit paardenras is verstandig, eerlijk en charismatisch. Dit heeft hij geërfd van de Engelse volbloed. Zijn atletische vermogen, snelheid en uithoudingsvermogen heeft hij van de Irish Draught geërfd. Verder is de Ierse hunter kalm en gevoelig, maar ook energiek en levendig. Dit ras is taai en heeft talent voor springen.

## Gebruik
De Ierse hunters zijn geboren springpaarden. Ze hebben kwaliteit, vaardigheid en moed. Door deze combinatie zijn ze erg populair op Ierse springevenementen. Ierse topruiters die Ierse hunters onder het zadel hebben, zijn David O'Brien (Mo Chroi), Cian O'Connor (Irish Independent Echo Beach, Conahy Clover), Shane Carey (Cashla Bay, River Foyle, Killossery), Marion Hughes (Heritage Transmission), Shane Breen (World Cruise, Dorada, Lissyegan Clover Diamond, Royal Concorde) en Marie Burke (Chippison). Verder hebben ook de Whitakers Ierse Hunters onder het zadel: Casino (John Whitaker) en Cruisings Mickey Finn (John en Robert Whitaker). Robert Smith heeft de beschikking over de Ieren Gerry Maguire en Two Mills Showtime. Andere topruiters met Ierse hunters zijn Markus Fuchs (Royal Charmer), Christina Liebherr (LB Rhapsody) en Michel Hecart (That's Life).
Dat Ierse hunters het goed doen in de eventing blijkt wel uit het feit dat het Irish Sport Horse Studbook in 2007 voor het 13e jaar op rij op nummer 1 stond in de WBSFH eventingranglijst van stamboeken. Bekende eventingpaarden zijn McKinlaigh, die wordt gereden door de Amerikaanse Gina Miles, Nullabor en Ben Along Time, die worden gereden door de Australische Clayton Fredericks, Tom Quigley, die onder het zadel is bij de Engelse Polly Stockton, Call Again Cavalier, die wordt gereden door de Engelse Mary King en Spring Along, die onder het zadel is bij de Engelse Daisy Dick.

## Afbeeldingen

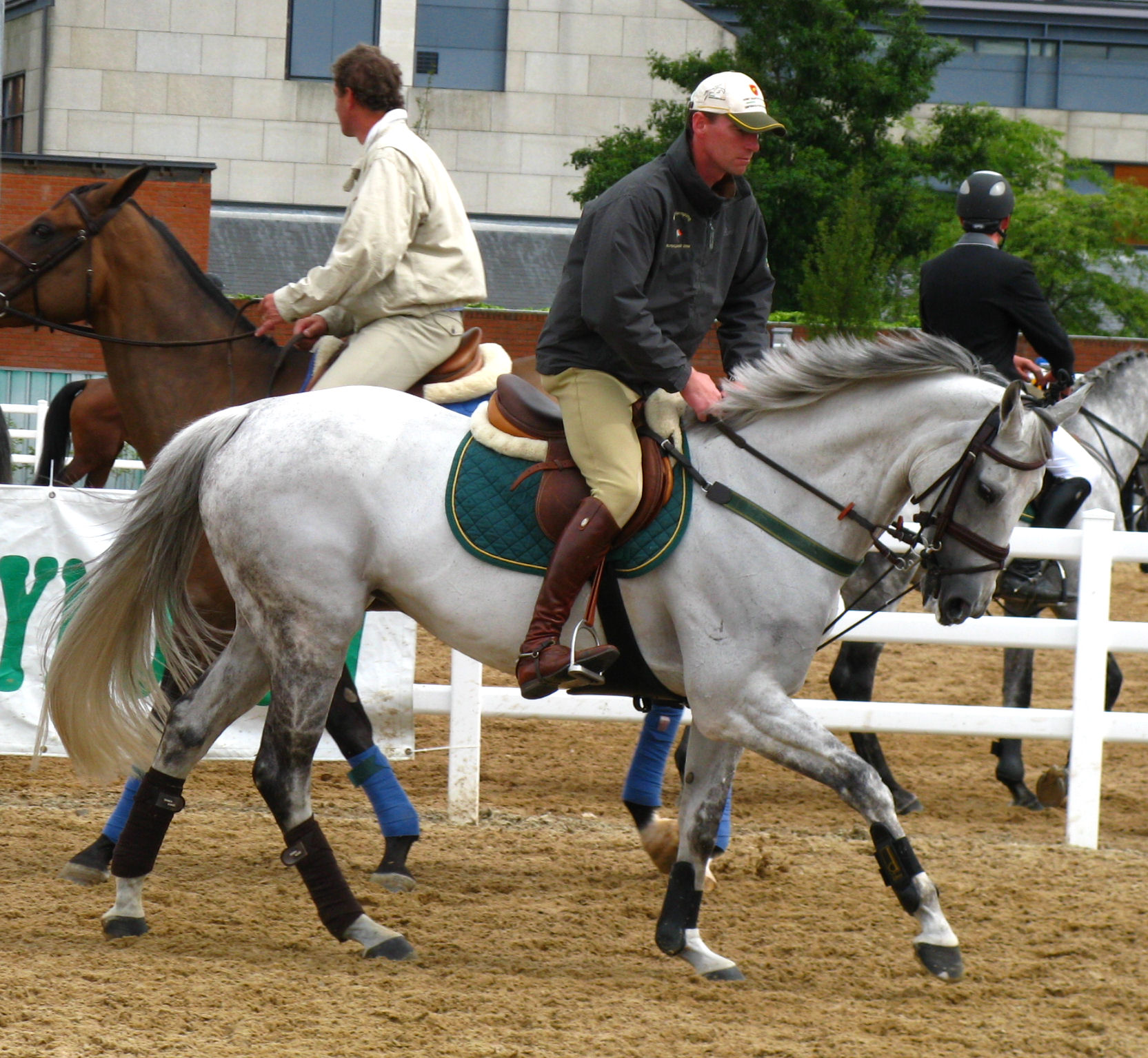
Grijze merrie
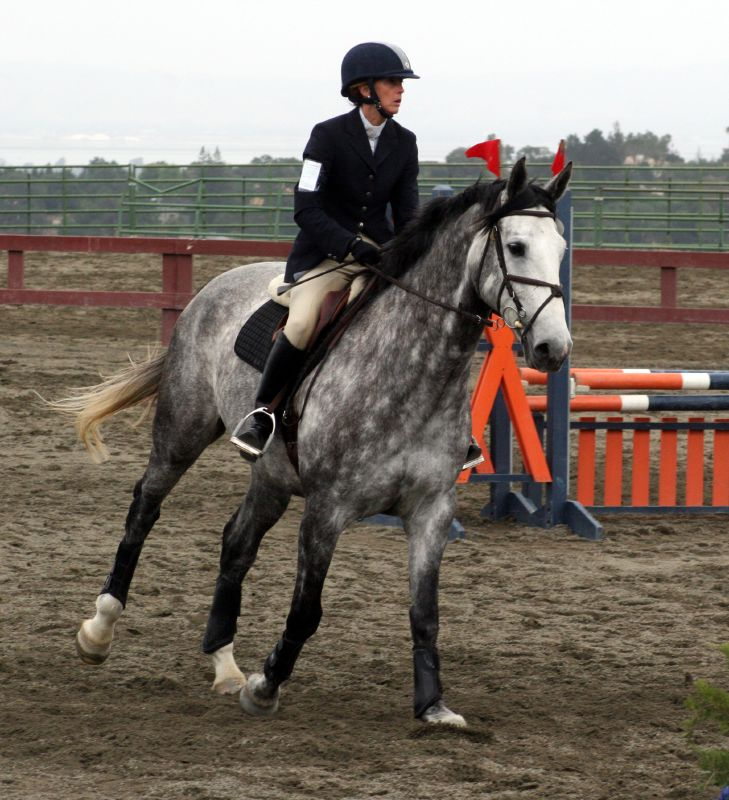
Iers sportpaard
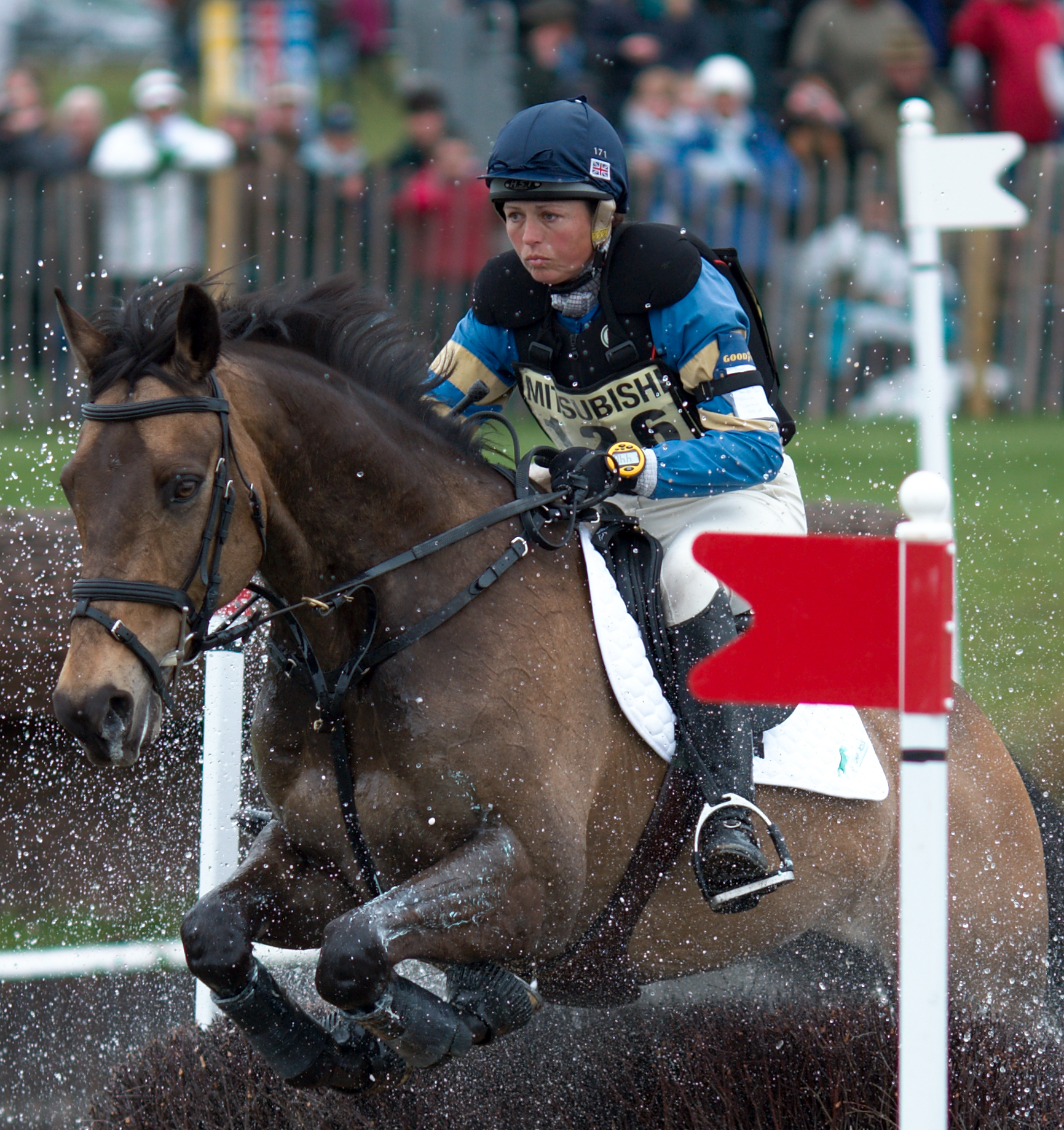
Cross-country